# Аль-Кувейт
Спортивний клуб «Аль-Кувейт» або просто «Аль-Кувейт» (араб. نادي الكويت الرياضي) — професіональний кувейтський футбольний клуб з міста Ель-Кувейт. «Аль-Кувейт» — один з найстарших клубів Кувейту, заснований в 1960 році. Команда зараз виступає в Прем'єр-лізі Кувейту і є однією з найбільш титулованих у країні. 

## Історія
Футбольний клуб було засновано 20 жовтня 1960 року. З моменту заснування у 1961 році Прем'єр-ліги Кувейту клуб став стабільним гравцем вищого дивізіону. У сезоні 1964–65 «Аль-Кувейт» вперше став чемпіоном країни. У змаганні, де грали шість клубів, «Аль-Кувейт» виграв сім із десяти ігор і ще тричі зіграв внічию. До 1979 року клуб ще 5 разів ставав чемпіоном країни.
У 1976 році «Аль-Кувейт» вперше виграв Кубок Еміра Кувейту і у наступні чотири роки ще тричі клуб вигравав цей кубковий турнір.
У 2009 році «Аль-Кувейт» виграв свій перший великий міжнародний титул: у жовтні у фіналі Кубка АФК команда перемогла сирійську «Аль-Караму». Це був також перший міжнародний трофей для клубів з Кувейту. У 2012 та 2013 році клуб ще двічі вигравав цей трофей.

## Досягнення

### Національні
- Прем'єр-ліга
  -  Чемпіон (19): 1964–65, 1967–68, 1971–72, 1973–74, 1976–77, 1978–79, 2000–01, 2005–06, 2006–07, 2007–08, 2012–13, 2014–15, 2016–17, 2017–18, 2018–19, 2019–20, 2021–22, 2022–23, 2023–24
  -  Срібний призер (11): 1969–70, 1974–75, 1975–76, 1984–85, 1987–88, 2004–05, 2009–10, 2010–11, 2011–12, 2013–14

- Кубок Еміра Кувейту
  -  Володар (16): 1976, 1977, 1978, 1980, 1985, 1987, 1988, 2002, 2009, 2013–14, 2015–16, 2016–17, 2017–18, 2018–19, 2021, 2023
  -  Фіналіст (10): 1963, 1969, 1971, 1975, 1981, 1982, 2004, 2010, 2011, 2020

- Кубок наслідного принца Кувейту
  -  Володар (9): 1994, 2003, 2008, 2010, 2011, 2016–17, 2018–19, 2019–20, 2020–21
  -  Фіналіст (8): 2002, 2004, 2005, 2006, 2009, 2014–15, 2015–16, 2017–18, 2021–22

- Кубок Федерації футболу Кувейту
  -  Володар (5): 1977–78, 1991–92, 2009–10, 2011–12, 2014–15
  -  Фіналіст (2): 2007–08, 2015–16

- Суперкубок Кувейту
  -  Володар (8): 2010, 2015, 2016, 2017, 2020, 2022, 2023, 2024
  -  Фіналіст (7): 2008, 2009, 2013, 2014, 2018, 2019, 2021

- Кубок Аль-Хурафі
  -  Володар (1): 2005

### Міжнародні
- Кубок АФК
  -  Володар (3): 2009, 2012, 2013
  -  Фіналіст (1): 2011

## Відомі гравці
| - Фахад Аваз - Вампета - Рафаел Бастос | - Андре Маканга - Джавад Некунам - Реза Ґучаннежад | - Мохаммед Фатау - Лассана Фане |

## Головні тренери
| Роки    | Тренер            |
| ------- | ----------------- |
| 1987–89 | Аллан Джонс       |
| 1989–96 | Джон Картрайт     |
| 1996    | Олег Базилевич    |
| 1996–97 | Слободан Павкович |
| 2001–02 | Райнер Бонгоф     |
| 2002–03 | Ян Пиварник       |
| 2003    | Салех Закарія     |
| 2003–04 | Жиба              |
| 2004    | Салех Закарія     |
| 2004–05 | Мохамед Абдулла   |
| 2005    | Тео Бюкер         |
| 2005–06 | Родіон Гачанин    |
| 2006    | Мохамед Абдулла   |

| Роки    | Тренер            |
| ------- | ----------------- |
| 2006–07 | Віллем Лейшуа     |
| 2007    | Мохамед Абдулла   |
| 2007–08 | Родіон Гачанин    |
| 2008    | Радмило Іванчевич |
| 2008–09 | Лоран Банід       |
| 2009    | Нестор Клаусен    |
| 2009–10 | Мохамед Абдулла   |
| 2010    | Артур Бернардес   |
| 2010    | Мохамед Абдулла   |
| 2010–11 | Жозе Роман        |
| 2011–12 | Драган Талаїч     |
| 2012–14 | Марін Йон         |

| Роки      | Тренер                  |
| --------- | ----------------------- |
| 2014      | Азіз Хамада             |
| 2014–2016 | Мохаммед Ебрагім Гаджея |
| 2016–2017 | Лоран Банід             |
| 2017–2018 | Абдулла Абу Зема        |
| 2018      | Мохамед Абдулла         |